# Grebin
Grebin település Németországban, Schleswig-Holstein tartományban. Lakosainak száma 1001 fő (2023. december 31.).

## Népesség
A település népességének változása:
| Lakosok száma | 831  | 948  | 954  | 1001 | 1014 | 1001 |
|               | 1975 | 2017 | 2019 | 2021 | 2022 | 2023 |